# Isla Catalina (República Dominicana)
Isla Catalina, también denominada Isla Ikiita (llamada también por los indígenas locales Toeya), es una isla que se encuentra en el mar Caribe o Mar de las Antillas a sólo unos kilómetros al sureste de la Isla La Española al sur de la provincia de La Romana  que es parte de la República Dominicana. Desde La Romana se tarda media hora en llegar a Isla Catalina. Posee una superficie aproximada de 9,6 kilómetros cuadrados y está deshabitada. 
La isla integra el trío de islas adyacentes del sureste del país junto a la Saona y la Catalinita.
Posee diversas bellezas naturales, como sus playas paradisíacas con arenas blancas y en las aguas cristalinas que la rodean viven distintas especies de aves y peces. La isla fue bautizada así por el navegante Cristóbal Colón en su viaje por el área en mayo de 1494. Es un popular destino turístico y lugar que frecuentan algunos cruceros del Caribe.
Actividades populares en Isla Catalina incluyen el snorkel y buceo, dada la naturaleza de sus aguas traslúcidas y que está rodeada por corales vivos en los que habitan coloridos peces. En el lugar también se realizan excursiones y paseos con guías.

## Economía
La isla es un destino popular para los turistas que visitan la República Dominicana, con embarcaciones que viajan diariamente a Catalina desde La Romana para visitar la playa, hacer snorkel y ver los corales cerca de la costa. Además de sus actividades acuáticas, Isla Catalina ofrece un pequeño pueblo donde los visitantes pueden explorar la cultura local y probar la deliciosa comida dominicana. El pueblo tiene un mercado de artesanías, donde los turistas pueden comprar recuerdos y suvenires hechos a mano, así como restaurantes que ofrecen cocina local y mariscos frescos.
El Muro de Coral es uno de los puntos más destacados de la isla, un impresionante arrecife de coral que se encuentra a pocos metros de la costa y que ofrece una experiencia única de buceo y snorkel. Además de las actividades acuáticas, la Isla Catalina también ofrece una amplia gama de opciones para aquellos que buscan relajarse y disfrutar del sol. Sus hermosas playas de arena blanca son un lugar perfecto para tomar el sol y disfrutar de un día de playa. También se puede explorar la exuberante vegetación de la isla en un recorrido por los senderos naturales.